# Phragmatobia paghmani
Phragmatobia paghmani là một loài bướm đêm thuộc phân họ Arctiinae, họ Erebidae.